# Una jena in cassaforte
Pour plus de détails, voir Fiche technique et Distribution.
Una jena in cassaforte est un giallo italien réalisé par Cesare Canevari et sorti en 1968.

## Fiche technique
- Titre original italien : Una jena in cassaforte[1] (litt. « Une hyène dans un coffre-fort »)
- Réalisation : Cesare Canevari
- Scénario : Cesare Canevari, Alberto Penna
- Photographie : Claudio Catozzo
- Montage : Enzo Monachesi
- Musique : Gian Piero Reverberi
- Décors : Mario Solá
- Costumes : Giorgio De Dauli
- Société de production : Fering
- Pays de production :  Italie
- Langue de tournage : italien
- Format : Couleur par Eastmancolor - 1,85:1 - Son mono - 35 mm
- Durée : 100 minutes (1 h 40[1])
- Genre : Giallo
- Dates de sortie :
  - Italie : 26 juillet 1968

## Distribution
- Dmitri Nabokov : Steve
- Maria Luisa Geisberger : Anna
- Ben Salvador : Juan
- Alex Morrison : Albert
- Karina Kar : Karina
- Cristina Gaioni : Jeanine
- Otto Tinard

## Production
Le film a été intégralement tourné à la Villa Toeplitz (it) à Varèse en Lombardie.